# Lijst van gemeentelijke monumenten in Almere
De gemeente Almere kent 5 gemeentelijk monumenten. Hieronder een overzicht. 
| Object                                | Bouwjaar | Architect                                 | Locatie                      | Coördinaten                   | Nr.    | Afbeelding             |
| ------------------------------------- | -------- | ----------------------------------------- | ---------------------------- | ----------------------------- | ------ | ---------------------- |
| Politiebureau Almere Haven            | 1985     | Rem Koolhaas                              | Bivak 1, Almere Haven        | 52° 20' 7" NB, 5° 13' 3" OL   | 0036/1 | Meer afbeeldingen      |
| Seintoren Almere Haven                | 1958     | Leendert Boer                             | Havenhoofd 134, Almere Haven | 52° 19' 52" NB, 5° 13' 9" OL  | 0036/2 | Seintoren Almere Haven |
| Bivakhuisje                           | 1975     | Fabricage Tergouw Wagenbouw Maarssen B.V. | Meentweg 2, Almere Haven     | 52° 20' 12" NB, 5° 14' 55" OL | 0036/3 | Upload foto            |
| Goede Rede kerk en klokkentoren       | 1979     | Gerrit Steen                              | Kerkgracht 60, Almere Haven  | 52° 20' 10" NB, 5° 13' 16" OL | 0036/4 | Meer afbeeldingen      |
| De Voetnoot                           | 1987     | Tjitte Tigchelaar                         | Stadhuisplein 2, Almere Stad | 52° 22' 20" NB, 5° 13' 17" OL | 0036/5 | Upload foto            |
| Ontginningsschuur met bijbehorend erf | 1967     |                                           | Von Draisweg 15, Almere Stad | 52° 23' 35" NB, 5° 13' 13" OL | 0036/6 | Upload foto            |

Almere ·
Dronten ·
Lelystad ·
Noordoostpolder ·
Urk